# Francesco Ignazio Scodnik
Francesco Ignazio Scodnik (slovensko ime Franc Ignacij Škodnik), italijanski general slovenskega rodu, * 23. julij 1804, Kanal, † 7. november 1877, Milano.

## Življenjepis
Stotnik in poveljnik bataljona avstrijske kopenske vojske Škodnik je 19. marec 1848 dezertiral k Italijanom.
Leta 1868 je bil zaradi zaslug povišan v generalmajorja.